# Fünf Wochen im Ballon

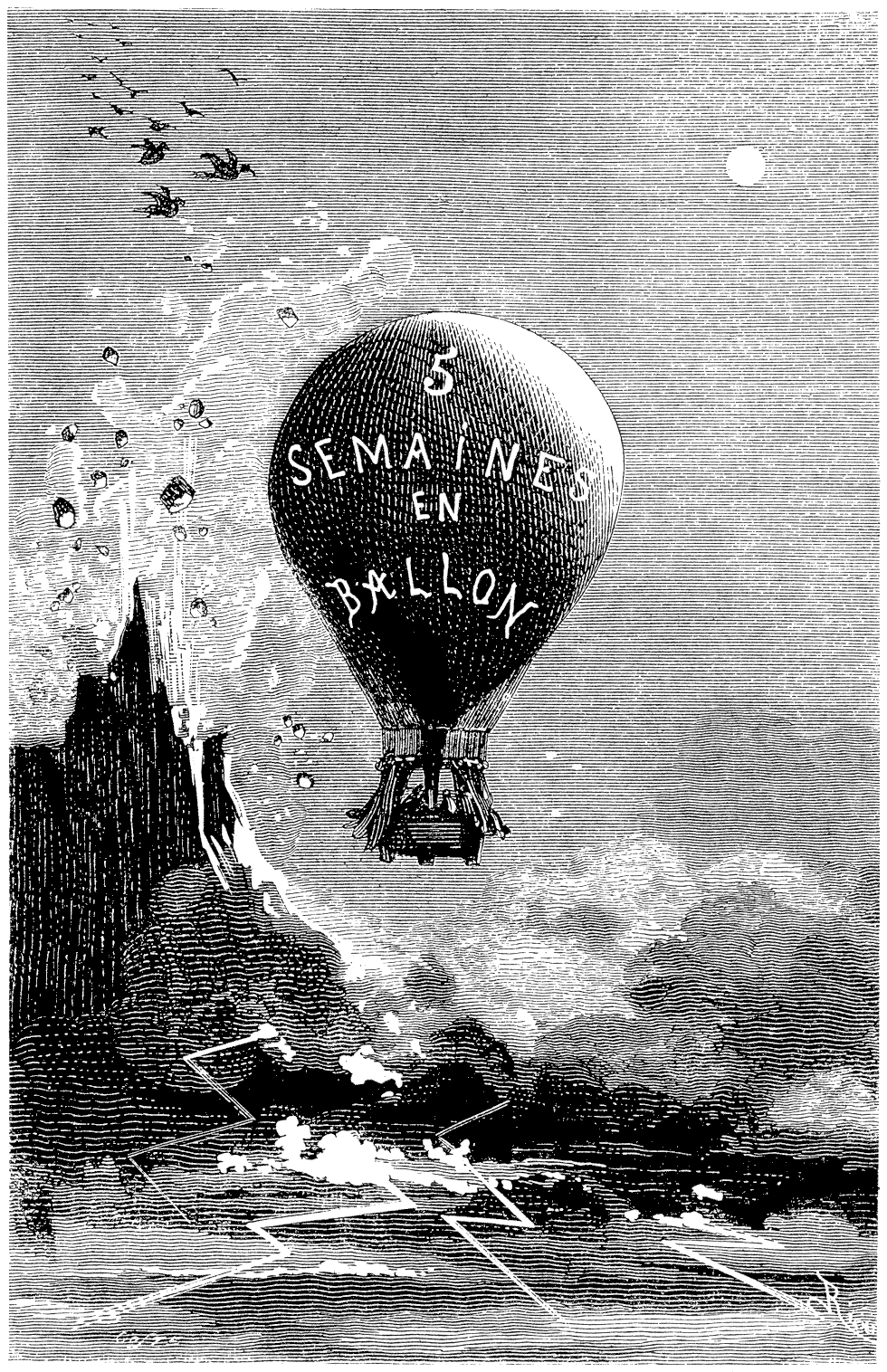
Cinq semaines en ballon (J. Hetzel & Cie, Paris 1863, illustriert von Riou und de Montaut)

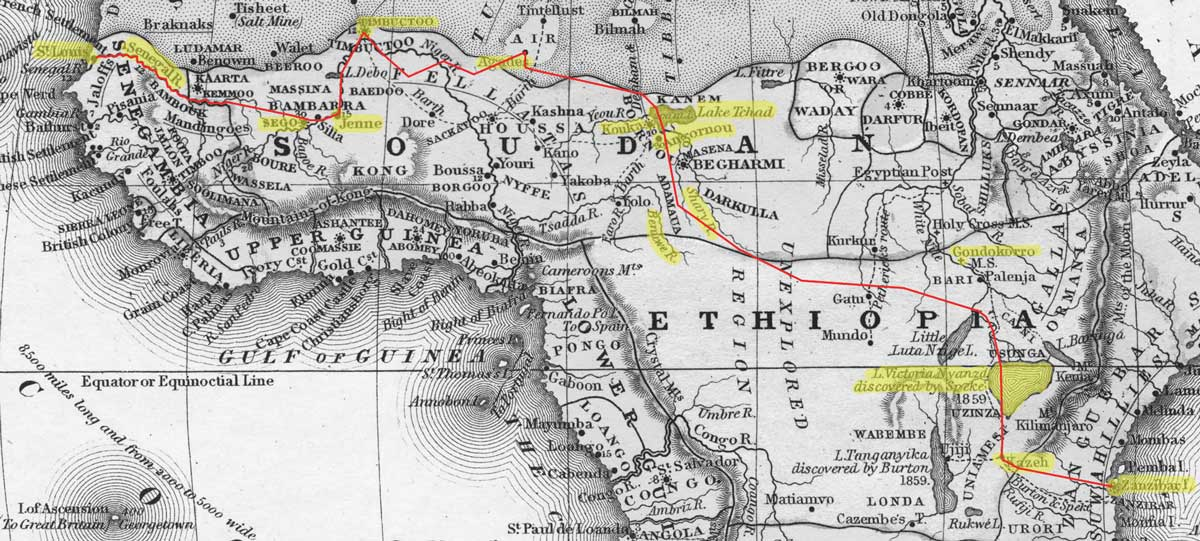
Reiseroute

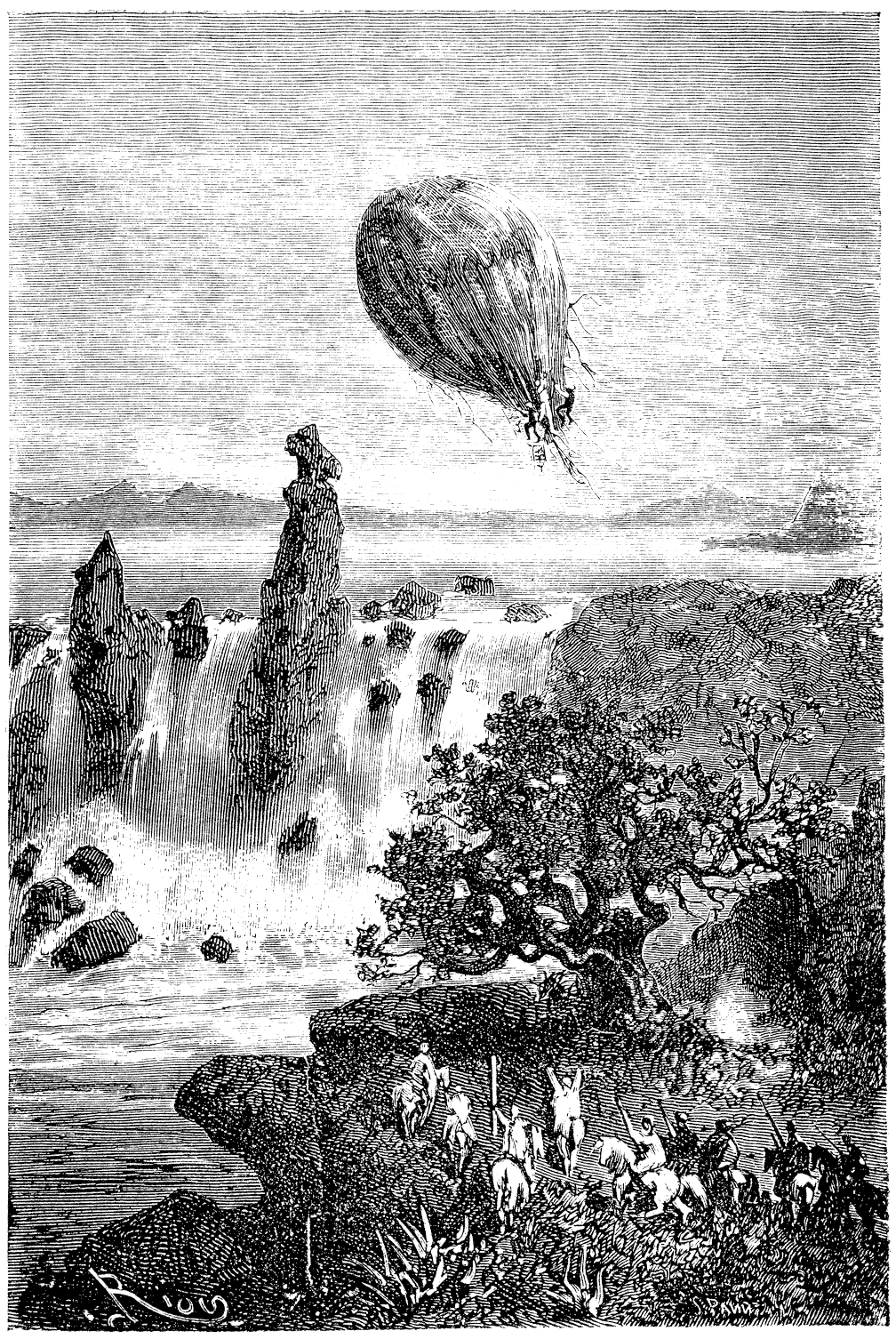
Die Victoria überquert den Senegal unweit des Kataraktes von Gouina

Fünf Wochen im Ballon (Cinq semaines en ballon) ist der erste veröffentlichte Roman des französischen Schriftstellers Jules Verne. Der wissenschaftlich fundierte Reiseroman erschien im Jahre 1863 und machte Verne schnell in Frankreich bekannt. Es folgten weitere Romane, die bis über seinen Tod 1905 hinaus bei Pierre-Jules Hetzel verlegt wurden, von 1873 an auch international. Fünf Wochen im Ballon ist der erste Titel des Romanzyklus der Außergewöhnlichen Reisen (Voyages extraordinaires).

## Handlung
1862: Der Weltreisende Dr. Samuel Fergusson behauptet, das Problem des lenkbaren Ballons gelöst zu haben, was Aufregung in der Königlichen Geographischen Gesellschaft in London verursacht. Dr. Fergusson, ein Abenteurer und Geograph, will die letzten Geheimnisse des Inneren Afrikas, so die Lage der seit Jahrtausenden geheimnisumwitterten Quellen des Nils, ergründen. Sein treuer Diener Joe und sein schottischer Freund Dick Kennedy (unter großer Überzeugungsarbeit zur Teilnahme überredet) sollen ihn begleiten. Der Gasballon ist mit einer zusätzlichen Vorrichtung ausgerüstet, die das Gas im Inneren des Ballons erhitzt, um ein Aufsteigen zu ermöglichen. Diese bezieht ihre Energie aus einer "starken Bunsenbatterie", deren Vermögen, genug Strom zu liefern, auch am letzten Tag der Reise im Roman kein Thema ist. Die Abkühlung des Gases im Inneren des Ballons bewirkt das Absinken des Ballons. Dadurch wird das Abwerfen von Ballast zum Aufsteigen und ein Ablassen von Wasserstoff zum Absinken überflüssig, und der Vorrat an Gas und Ballast kann relativ konstant gehalten werden. Ein weiteres Element der Konstruktion des Ballons Victoria ist die doppelte Ballonhülle.
Der Start erfolgt am 18. April 1862. Unter vielen Abenteuern und Gefahren verläuft die Ballonreise von Ost nach West quer über Afrika hinweg, beginnend auf der Insel Kumbeni bei der Insel Sansibar. Die Reisenden lernen die Geschichte der Entdeckung Afrikas sowie die Vielfältigkeit von Flora und Fauna des Kontinents kennen. Durch eine geschickt angelegte Reiseroute können die Forscher den Victoria-See, die Nilquellen, den Tschad-See, Bornu, die Wüste Sahara, Timbuktu und den Dschungel im Gebiet des Nigers kennenlernen. Die Helden werden für Götter gehalten, lassen sich von einem Elefanten, in dessen Stoßzahn sich ein Ankerseil verheddert, ziehen, retten einen französischen Missionar vor Kannibalen, werden vom Tod durch Verdursten bedroht, von Geiern angegriffen und von Sklavenjägern verfolgt und beschossen. Mit einer im Laufe ihrer Reise maximal erreichten Flughöhe von 12000 Fuß lassen sie sogar ein Gewitter unter sich. Während eines Bodenaufenthaltes entfernen sie die von den Raubvögeln beschädigte äußere Hülle des Doppelballons. Fergusson ist von der Konstruktion der Doppelhülle, die trotz Unbrauchbarwerden der Außenhülle eine Weiterfahrt erlaubt, begeistert. Die verbliebene, innere Hülle erweist sich allerdings im weiteren Verlauf der Reise als porös. Im Laufe der Reise müssen sie immer mehr Ausrüstung abwerfen, um die Flugfähigkeit des Ballons zu erhalten. Nach und nach landen von Joe eingesammeltes Golderz, der Pemmikan-Vorrat, und die Gaserwärmungsanlage in der Tiefe. Auch der Ballonkorb wird abgehängt. Zuletzt wird die Victoria von den Expeditionsteilnehmern noch in einen Heißluftballon umgebaut, um die letzte Hürde der Reise über den Senegal unweit des Katarakts von Gouina zu schaffen. Aber letztendlich erreichen sie doch noch, nach vielen Strapazen und Abenteuern, am 24. Mai 1862 die Westküste Afrikas.

## Entstehungsgeschichte
Durch den bretonischen Autor Alfred de Bréhat (1822–1866) lernte Jules Verne im Herbst 1862 den Verleger Pierre-Jules Hetzel (1814–1886) kennen. Ihm legte Jules Verne zwei seiner Manuskripte vor. Den im Herbst und Winter 1859/1860 geschriebenen Entwurf zu Reise mit Hindernissen nach England und Schottland lehnte Hetzel ab. Für das zweite Manuskript Un Voyage en l'air, das im Laufe des Jahres 1862 entstanden war, verlangte Hetzel einige Änderungen. Es erschien schließlich am 31. Januar 1863 mit dem geänderten Titel Cinq semaines en ballon. Am 5. Dezember 1865 folgte die erste illustrierte Ausgabe, für die Édouard Riou und Henri de Montaut 51 Zeichnungen schufen.
Am 23. Oktober 1862 kam es zu einer ersten vertraglichen Vereinbarung zwischen Verne und Hetzel, die Verne bei einer Auflage von 2000 Exemplaren 500 Franc für seinen Erstlingsroman zusicherte. 1863 wurden 3000 Exemplare verkauft. Fast jedes Jahr folgten zwei weitere Auflagen mit 1000 Exemplaren. Bis zu Jules Vernes Tod 1905 betrug die Auflage der nicht illustrierten Ausgabe insgesamt 76.000 Exemplare. Fünf Wochen im Ballon war damit nach Reise um die Erde in 80 Tagen Vernes zweiterfolgreichstes Buch.
Verne bildete in seiner Geschichte zeitgenössische Themen in der Luftfahrt-Technik und der Erforschung des afrikanischen Kontinents ab: Ralf Junkerjürgen verweist darauf, dass 1862, "also parallel zur Romanhandlung", der "britische Afrikaforscher John Hanning Speke zu einer Expedition aufgebrochen" war, "um die Nilquellen zu entdecken. Als der Roman erschien, lagen darüber noch keine genauen Informationen vor, sie sollten dann jedoch im Laufe des Jahres publiziert werden, so dass sich Fiktion und Wirklichkeit überlagerten."
Der französische Theaterdirektor und Journalist Félix Duquesnel (1832–1915) diente Verne als Vorlage für den Diener Joe.

## Verfilmungen
- Der Roman wurde erstmals 1962 in den USA von dem Regisseur Irwin Allen mit den Darstellern Peter Lorre, Red Buttons, Barbara Eden und Cedric Hardwicke als Dr. Fergusson verfilmt.
- Eine Verfilmung von René Cardona junior entstand 1975 in Mexiko unter dem Originaltitel Viaje fantástico en globo (als DVD in den USA auch unter Fantastic Balloon Voyage, in Deutschland unter dem Titel Die phantastische Reise im Ballon vertrieben). Darsteller sind Hugo Stiglitz als Professor Fergusson, Jeff Cooper als Kennedy, Jorge Zamora als Joe, Carmen Vicarte als Victoria, sowie Carlos Camacho, René Cardona, Carlos Houman, Silvestre Méndez, Antonio Orellana, Marcos Russek und andere. Gedreht wurde der Film in Kenia und in Mexiko.

### Ausgaben
französisch
- Cinq Semaines en ballon. Voyage de découvertes en Afrique par trois Anglais, rédigé sur les notes du docteur Fergusson. J. Hetzel, Paris 1863 (Erstausgabe).
- Cinq Semaines en ballon. Voyage des découvertes en Afrique par trois Anglais, rédigé sur les notes du docteur Fergusson. J. Hetzel, Paris 1865 (erste illustrierte Ausgabe).

deutsch
- Fünf Wochen im Ballon. Deutsch von Martha Lion. A. Hartleben, Wien / Pest / Leipzig 1875 (deutsche Erstausgabe).
- Fünf Wochen im Reich der Lüfte. Deutsch von Walter Weilen. Fock, Leipzig 1887.
- Fünf Wochen im Ballon. Entdeckungsreise dreier Engländer in Afrika wiedererzählt nach den Aufzeichnungen des Dr. Fergusson. Deutsch von Paul Heichen. A. Weichert, Berlin 1901.
- Fünf Wochen im Ballon. Deutsch von Lothar Baier. Fischer, Frankfurt am Main 1968, ISBN 3-596-10002-X.
- Fünf Wochen im Ballon. Deutsch von Felix Gasbarra. Diogenes, Zürich 1976, ISBN 3-257-20241-5.
- Fünf Wochen im Ballon. Mit Illustrationen der Originalausgabe, Nikol, Hamburg 2013, ISBN 978-3-86820-203-8.

### Sekundärliteratur
- Kathryn Brown: Balloon Travel, Objectivity and Empire in Jules Verne's Cinq semaines en ballon. In: Loïc Guyon, Andrew Watts (Hrsg.): Aller(s)-Retour(s): Nineteenth-Century France in Motion. Cambridge Scholars, Newcastle 2013, S. 96–110.
- Philippe Burgaud: Cinq semaines en ballon en film. In: Bulletin de la Société Jules Verne. 184, 2013, S. 30–37.
- Volker Dehs: La bi(bli)ographie de Cinq semaines en ballon. In: Bulletin de la Société Jules Verne. 183, 2013, S. 4–19.
- Volker Dehs: Cinq semaines en ballon devant la critique de 1863. In: Bulletin de la Société Jules Verne. 183, 2013, S. 30–39.
- Reinhold R. Grimm: Der „wissenschaftliche Roman“ als Paradigma des Populärromans: Zu Jules Vernes Cinq semaines en ballon. In: Peter Brockmeier, Hermann H. Wetzel (Hrsg.): Französische Literatur in Einzeldarstellungen. Band 2: Von Stendhal bis Zola. Metzler, Stuttgart 1982, S. 171–207.
- Ralf Junkerjürgen. Jules Verne. wbg Theiss, Darmstadt 2018, S. 59–68.
- E. Weissenberg: Cinq semaines en ballon, un roman de commande? In: Bulletin de la Société Jules Verne. 156, 2005, S. 49–55.